# Mare Australe
Mare Australe (lateinisch „Südliches Meer“) ist ein Mondmeer, das sich am südöstlichen Rand der erdabgewandten Seite des Erdmondes befindet.
Die Oberfläche ist dunkelfarbig, da das Meer von vulkanischem Basalt bedeckt ist.